# Onthophagus peninsularis
Onthophagus peninsularis är en skalbaggsart som beskrevs av Antoine Boucomont 1914. Onthophagus peninsularis ingår i släktet Onthophagus och familjen bladhorningar. Inga underarter finns listade i Catalogue of Life.